# Araken Vaz Galvão
Araken Passos Vaz Galvão Sampaio (Jequié, 20 de maio de 1936 - Valença 4 de dezembro de 2023) foi escritor e presidente do Conselho Estadual de Cultura da Bahia.

## Vida pessoal
Araken Vaz Galvão nasceu em Jequié na Bahia em 1936. Mudou-se para o Rio de Janeiro aos 12 anos, onde entrou para o exército aos 18 anos. Sofreu exílio durante a ditadura militar brasileira. Após retornar ao Brasil, casou-se com a pedagoga Euzedir Miranda de Anchieta, com quem foi morar em Valença até sua morte.

## Política
Araken Vaz Galvão fez parte de um motim de sargentos contra golpe de 1964. A guerrilha do Caparaó foi uma das primeiras insurgências armadas contra a ditadura militar, ocorrendo entre 1966 e 1967. A guerrilha era formada por ex-militares na região da Serra do Caparaó, entre os estados de Minas Gerais e Espírito Santo.
A primeira tentativa de levante de Araken Vaz Galvão se deu no Rio Grande do Sul em 1965 e teve apoio do político gaúcho Leonel Brizola. Durante a articulação do levante Araken levou um tiro de sua companheira Denise em decorrência de uma discussão do casal. O incidente alertou à polícia que estourou o local em que reunia um dos aparelhos para o levante. Araken foi preso na Ilha das Pedras Brancas, onde ficou por quase um ano, e o movimento planejado foi reprimido.
Após a tentativa de 1965 e da derrota da guerrilha do Caparaó, Araken Vaz Galvão foi para o exílio em 1976 e ficou 11 anos exilado em países da América Hispânica, onde fez faculdade de artes plásticas, história e cinema, além de ter experiências com o teatro. Os países pelos quais passou durante o período de exílio foram: Uruguai, Peru, Equador, Argentina, Paraguai e Bolívia.
Após o retorno ao Brasil, Araken Vaz Galvão se concentrou na escrita. Relatou suas experiências políticas, prisões, exílio, além de escrever sobre a realidade do sertão da Bahia.